# Чемпионат СССР по классической борьбе 1928
3-й Чемпионат СССР по классической борьбе проходил в Москве с 13 по 17 августа 1928 года. Розыгрыш первенства по борьбе входил в программу Всесоюзной Спартакиады. В чемпионате участвовало рекордное количество борцов — 250 человек.
На соревнования были приглашены борцы рабочих спортивных организаций Австрии, Германии, Латвии, Финляндии, Швейцарии, Швеции и Эстонии — всего 19 человек. Основное ядро советских борцов составляли представители Москвы, Ленинграда, Украины. Звание чемпиона разыгрывалось в семи весовых категориях (впервые была введена категория наилегчайшего веса). Позднее было признано участие зарубежных спортсменов вне конкурса.

## Медалисты
| Весовая категория | Золото                                                              | Серебро                                                      | Бронза                                                      |
| ----------------- | ------------------------------------------------------------------- | ------------------------------------------------------------ | ----------------------------------------------------------- |
| Наилегчайший вес  | Григорий Серганский Москва                                          | Шушпанов Ленинград                                           | К. Удалец Ростов-на-Дону                                    |
| Легчайший вес     | Александр Борзов Москва                                             | Алексей Желнин Ленинград; Турунен Финляндия (вне конкурса)   | Н. Каралькевич Белорусская ССР                              |
| Полулёгкий вес    | Филипп Зуев Ленинград                                               | Виктор Соколов Ростов-на-Дону                                | С. Заиц Ленинград                                           |
| Лёгкий вес        | Владимир Иванов Москва; Виренен Финляндия (вне конкурса)            | А. Житников Киев                                             | Ялмар Кокко Ленинград                                       |
| Средний вес       | Георгий Рибсон Нижний Новгород                                      | Минаев Москва                                                | Викторов Ленинград; Микко Нордлинг Финляндия (вне конкурса) |
| Полутяжёлый вес   | Константин Фомин Москва; Вернер Зеленбиндер Германия (вне конкурса) | Николай Сажко Киев; Альфред Салонен Финляндия (вне конкурса) | Минтек Ленинград                                            |
| Тяжёлый вес       | Василий Иванов Москва; Понсен Финляндия (вне конкурса)              | Таранов Ташкент                                              | Гойхман Киев                                                |